# レターサイズ

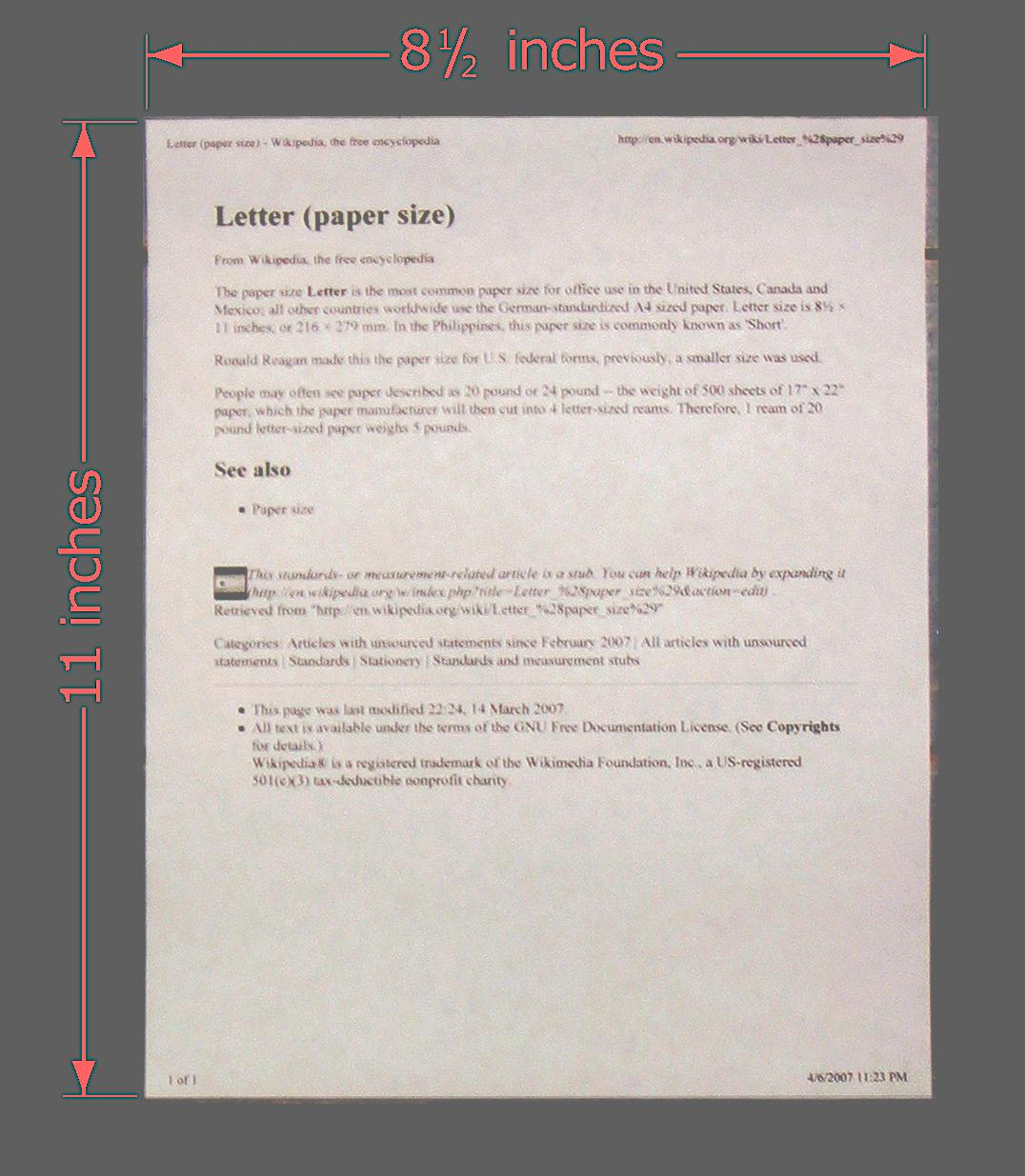
レターサイズのプリントアウト

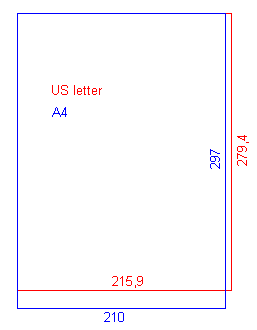
A4とレターの比較。

レターサイズ（英語：letter size）は、アメリカ合衆国で規格化されて北米（アメリカ・カナダ・メキシコ）で使われている紙の寸法である。単にレター（letter）とも呼び、LTRと略すこともある。ANSI/ASME Y14.1での名称はA。
日本では国際判と呼ぶこともあるが、レターサイズは国際標準ではないローカルな規格である。世界各国で主に使われているのはISO 216で規定されたA列である。

## サイズ
サイズはヤード・ポンド法にのっとっており、8½in×11in = 215.9mm×279.4mm（ミリ換算は厳密値）である。
A4（210mm×297mm）より縦が6%短く、横が3%長い。このためレターサイズを多く用いる国にA4でファックスを送ると、受け手では1ページが「1ページ+ページ下端」として届いてしまう。縦横比はかなり短く、1.294である（A列・B列は 1.414）。面積は3%狭い。

## 歴史
元はデファクトスタンダードだったが、ロナルド・レーガン大統領が1980年代初期に「公式」のアメリカ合衆国の政府用規格として採用した。それまでは、政府は8インチ×10.5インチ（203 mm × 267 mm）を使用していた。
1996年にANSI/ASME Y14.1でAとして規定された。

## 利用
レターサイズのバインディングは3穴が主流で、その穴の間隔は、システム手帳の6穴リフィルを綴り込める。日本で主流の2穴は、アメリカ合衆国にはほとんどない。
アメリカ合衆国で白黒コピーに用いられるレターサイズOAペーパーの基本重量は72g/m2で、日本で白黒コピー用に普及しているPPC用紙の重量64g/m2と比較して、この重量差分、用紙厚は大きくなっている。また、アメリカ合衆国で実際に使われている用紙には、1枚1枚に製紙メーカーの透かし（ウォーターマーク）が入っているものが多い。特にレジュメとしてまとめる履歴書類には、OAペーパーやそれよりやや厚みのある上質のウォーターマーク入りの紙がよく用いられる。
リーガルパッド（法律用箋）は上部綴じの黄色い罫紙だが、レターサイズかリーガルサイズ（8½in×14in）が多い。

## 類似のサイズ

### A4変形
縦はA4の297mmで横のサイズを可変したものを「A4変形」と呼ぶ。横サイズの規定はないが、バインダーでA4変形対応と称するものは、レターの横幅215.9mmに対応させることで、A4と比較しての横の長さでレターサイズの紙があふれださないように配慮がなされている。

### リーガル
リーガルサイズ（legal size、LGL）または単にリーガルは、8½in×14in = 215.9mm×355.6mmである。レターと同じ幅で27%長い。